# بالدوین ۴۸۳۱
سیارک ۴۸۳۱ (به انگلیسی: 4831 Baldwin، نامگذاری:1988RX11) چهار هزار و هشتصد و سی و یکمین سیارک کشف شده‌است که در ۱۴ سپتامبر ۱۹۸۸ کشف شد.
قدر مطلق سیارک برابر ۱۲٫۴۰ است.